# Spdh - Serviços Portugueses de Handling
A Spdh - Serviços Portugueses de Handling é a principal empresa de handling (assistência em escala ao transporte aéreo) em Portugal que surgiu no seguimento da privatização dos serviços de assistência em terra da companhia aérea TAP Air Portugal em Setembro de 2003.
Os principais aeroportos onde a Groundforce Portugal opera são o Aeroporto Humberto Delgado em Lisboa, o Aeroporto Francisco Sá Carneiro no Porto, o Aeroporto Cristiano Ronaldo no Funchal, o Aeroporto de Porto Santo e o Aeroporto de Faro. 
Assiste as principais companhias que voam para Portugal com uma quota de mercado de 65% e mais de 70 anos de experiência.

## História
As origens Spdh - Serviços Portugueses de Handling surgem a par do início da aviação civil em Portugal, com a criação da Secção de Transportes Aéreos a 14 de março de 1945, sob a responsabilidade de Humberto Delgado, à data diretor do Secretariado da Aeronáutica Civil.
A par do crescimento da companhia TAP, os serviços em terra foram sofrendo uma evolução nas décadas seguintes, nos quais o transporte aéreo se assumiu como uma opção segura, moderna e universal.
O percurso da empresa como entidade independente tem os seus primórdios em 1982, com a autonomização do Departamento de Operações em Terra (DOT) da TAP. Mais tarde, em 1989, decorrente de um processo de restruturação organizacional, recebe a denominação de Direcção Geral de Operações em Terra (DGOT). Já na década seguinte, numa estratégia de expansão e de prestação de serviços a terceiros, é criada em 1992 a divisão de Handling da TAP.
Em Abril de 2003, a TAP SGPS e a TAP SA aprovaram a separação da unidade de negócio de handling, surgindo uma nova empresa denominada SPdH – Serviços Portugueses de Handling, sucedendo à TAP no respeitante às operações em terra.
A SPdH iniciou a sua atividade no dia 1 de Outubro de 2003, afirmando-se como uma opção de grande relevância no panorama da aviação civil em Portugal, designadamente pela qualidade do serviço que assegura à TAP Portugal e às principais companhias que voam para os aeroportos nacionais.
Entretanto foi iniciado o processo de privatização da SPdH, através da venda de 50,1% do Capital, por via de um Concurso Público Internacional, que permitiu a entrada na estrutura acionista do Grupo Globalia.
Já com a nova estrutura acionista e resultado da História da TAP, do dinamismo da Portugália e da dimensão da Globália nasceu, no ano 2005, a nova marca da empresa: a Groundforce Portugal.
Em Março de 2008, um consórcio de três bancos (BIG, Banif e Invest) adquire a posição detida pela Globalia, numa estratégia de Melhoria de Serviço ao Cliente e satisfação de todas as partes interessadas.
Em 2012, a Autoridade da Concorrência aprova concretização do acordo de princípio celebrado entre a TAP e a PASOGAL, com a aquisição de 50,1%, iniciando um processo de transformação da empresa no sentido da sua sustentabilidade, na perspetiva dos acionistas, trabalhadores, clientes e fornecedores. Este tem como objetivo criar as condições necessárias ao crescimento e desenvolvimento, mantendo a Groundforce como empresa líder em Portugal no mercado de assistência aeroportuária de passageiros, bagagens, operações em pista e carga.
Em 2024 a empresa britânica Menzies Aviation concluiu a compra de 50,1% da Groundforce Portugal, acordada há mais de um ano, assumiu o controlo da empresa que também tem a TAP como acionista. Um passo que pode dar depois de o plano de recuperação da empresa de assistência em escala ter transitado em julgado. A Groundforce, que detém uma quota de mercado de 65%, mudou a empresa de nome e ser rebatizada como Spdh - Serviços Portugueses de Handling, S.A